# برامشتلوند
برامشتلوند (به آلمانی: Bramstedtlund) یک شهر در آلمان است که در نوردفرایسلند واقع شده‌است. برامشتلوند ۲۲۷ نفر جمعیت دارد.